# Hilda Tengelin
Hildegard (Hilda) Amalia Tengelin, född 7 juli 1852 i Stockholm, död 24 april 1929 i Norrköping, var en svensk målare.
Hon var dotter till Johan Timotheus Tengelin och Ann Sofia Malmsten och från 1879 gift med kyrkoherden John Brodén (1843–1908). Tengelin studerade vid Kungliga Akademien för de fria konsterna 1874–1878. Efter sitt giftermål var hon bosatt och verksam i Medåker. 